# Абу Табіт II
Абу Табіт II Юсуф ібн Абу Ташуфін (араб. أبو ثابت يوسف بن أبي تاشفين الثاني; д/н — 1393) — 10-й султан Держави Заянідів в 1387 році.

## Життєпис
Син султана Абу Ташуфіна II. Дата народження достеменно невідома. Здобув гарну освіту, відзначався високими моральними якостями та здібностями до державного управління. 1393 року після смерті батька успадкував трон. Втім панував лише 40 днів, коли був повалений стрийком Абу'л Хаджаджем.